# Ptaki (komedia)

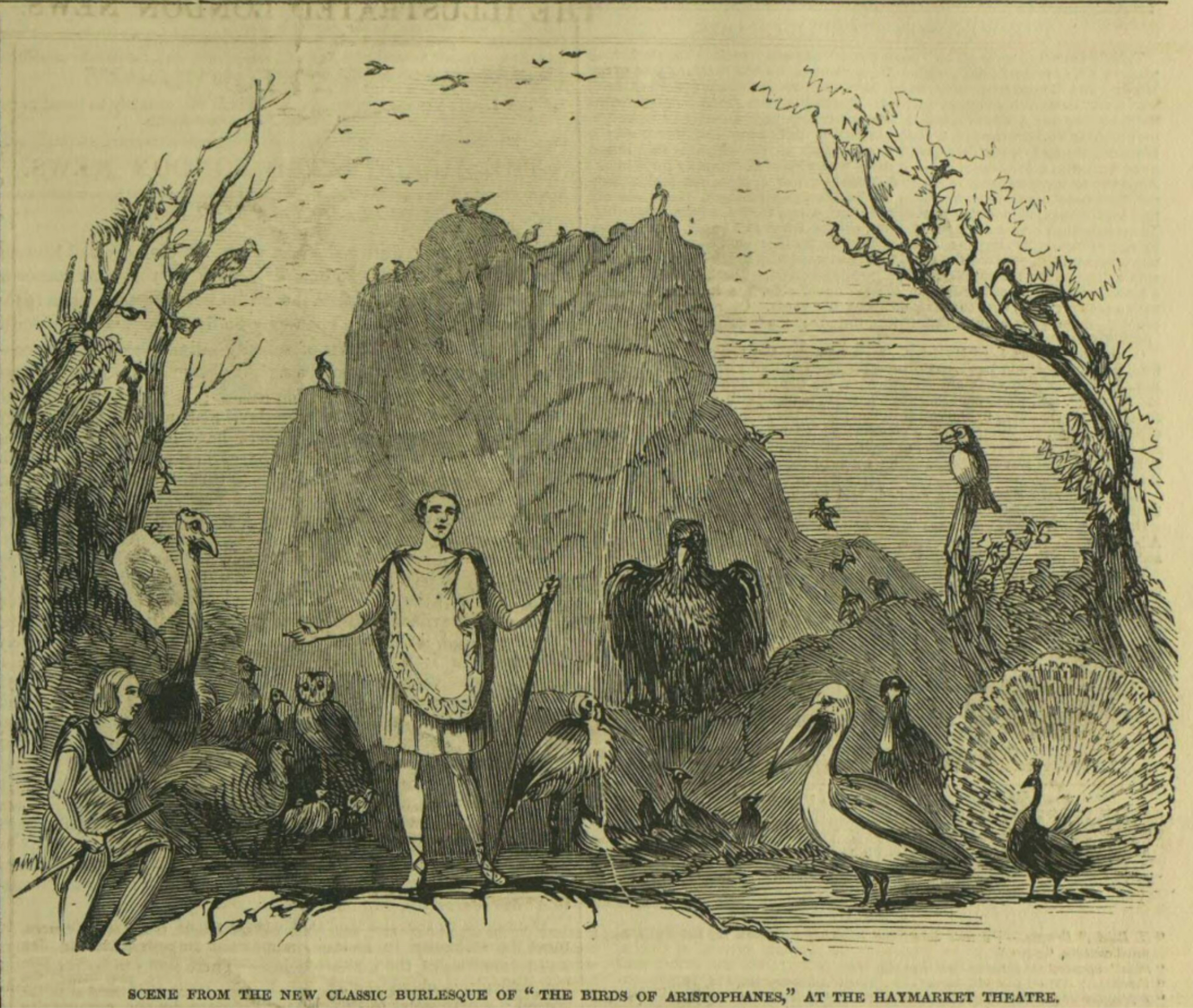
„Ptaki Arystofanesa” Robinsona Planche

Ptaki – komedia napisana przez starożytnego greckiego dramatopisarza Arystofanesa, wystawiona po raz pierwszy w 414 roku p.n.e. podczas Wielkich Dionizji. Sztuka opowiada o dwóch Ateńczykach, którzy, zmęczeni życiem w swoim mieście, postanawiają założyć nowe miasto w powietrzu, między światem ludzi a światem bogów, zwane Krainą Chmurnej Kukułki. Jest to najbardziej znana sztuka Arystofanesa.
Komedia jest pełna humoru i satyry, a także zawiera elementy utopijne i satyry politycznej, parodiując różne aspekty życia społecznego i religijnego.